# Centre pénitentiaire de Fleury-Mérogis
Le centre pénitentiaire de Fleury-Mérogis, dénomination ayant remplacé celle de maison d'arrêt de Fleury-Mérogis depuis l'ouverture d'un quartier centre de détention en 2023, est un établissement pénitentiaire français situé à Fleury-Mérogis, dans le département de l’Essonne, en région Île-de-France. Achevée en 1968, elle est la plus grande prison de l'Union européenne, avec une surface d'environ 140 hectares, une capacité d'accueil opérationnelle de 3 406 places et une occupation réelle souvent supérieure,.

## Description

### Situation géographique
Le centre pénitentiaire de Fleury-Mérogis est sis au numéro 7 de l’avenue des Peupliers, sur le territoire de la commune de Fleury-Mérogis, bien que l’adresse postale indiquée par le ministère de la Justice soit Sainte-Geneviève-des-Bois, lieu du bureau postal distributeur, au lieu-dit Plessis-le-Comte au nord du bois de Saint-Eutrope et à deux kilomètres au sud du grand ensemble de La Grande Borne. Le site est implanté au centre d’un carré formé par quatre axes routiers majeurs du département, l’autoroute A6 à l’est, la route départementale 310 au nord, la route départementale 445 à l’ouest et la route nationale 104 au sud. L'établissement est situé dans le ressort du tribunal judiciaire d’Évry.

### Histoire
La décision de construire un établissement pénitentiaire de grande capacité fut prise en 1962 par l’administration pénitentiaire dans l'objectif de fermer la prison de la Santé, vétuste et surpeuplée,. Entre 1964 et 1968 fut construite la maison d’arrêt des hommes sur le site de la ferme de Plessis-le-Comte. Le centre pour jeunes détenus (CJD) fut lui construit en 1967 et la maison d’arrêt pour femmes en 1968.
Le site abrite l'École nationale d'administration pénitentiaire (Énap) de 1965 à 2000, avant qu'elle ne soit installée à Agen.
L'établissement a connu des prises d’otages comme en septembre 2008 avec la rétention d’un psychologue et a fait l’objet de blocages par le personnel pénitentiaire comme en novembre 2010.
En 2008, des détenus filmèrent clandestinement leurs conditions de vie à l’intérieur de la prison.
En 2015, Nadine Picquet devient la première femme à diriger l'établissement, responsabilité qu'elle assume jusqu'en 2020.
En 2016, le centre de jeunes détenus ferme ses portes pour rénovation. Les détenus mineurs sont alors répartis entre un étage qui leur est réservé au sein du bâtiment D4 de la maison d'arrêt des hommes et les autres quartiers pour mineurs des prisons d'Île-de-France. Après trois ans de travaux, le garde des Sceaux Éric Dupond-Moretti inaugure le 18 octobre 2023 le nouveau quartier centre de détention qui le remplace, capable d'accueillir 406 condamnés. Cette extension porte la capacité de l'établissement, rebaptisé à l'occasion « centre pénitentiaire de Fleury-Mérogis », à 3 406 places. Les premiers détenus sont attendus au printemps 2024.

### Architecture
Le complexe pénitentiaire, conçu par les architectes Guillaume Gillet, Pierre Vagne, Jacques Durand et René Bœuf, comporte trois blocs construits sur le même modèle hexagonal, la maison d’arrêt pour hommes majeurs avec des murs d’enceinte de 300 mètres de long entourant un bâtiment central, le tout étant relié par cinq satellites à quatre niveaux en forme de patte d'oie appelés « tripales », numérotées de D1 à D5. Chaque tripale construit en coffrage tunnel, accueille entre 700 et 900 détenus selon la configuration. Entre les blocs sud et sud-est se trouve une piste d'athlétisme, entre les blocs sud et sud-ouest un terrain de football et entre les blocs sud-est et nord-est un plateau d’évolution.
L'ancien centre des jeunes détenus, à l’ouest, reprend la forme hexagonale avec des murs d’enceinte de 100 mètres et un satellite au centre. La maison d'arrêt des femmes, à l’est, est bâtie sur le même plan, mais inachevée, avec seulement trois côtés élevés et un satellite central en forme de « H ».
Les murs d’enceinte en béton armé comportent des ateliers de travail. Dans chaque tripale, une rotonde centrale comporte la loge des surveillants pénitentiaires, leur permettant à chaque étage de surveiller les détenus sur le modèle du modèle pennsylvanien. L’établissement a été conçu en utilisant le principe du modulor carcéral, unité de mesure de 2,54 mètres.
La majorité des cellules a une superficie de 11 m2, équipées d’un lavabo, de toilettes et de deux lits superposés.
Le dernier étage du bâtiment D5 accueille le quartier d’évaluation de la radicalisation (QER) pour les détenus accusés de terrorisme ou soupçonnés de radicalisation islamiste et l’unité pour détenus violents (UDV). Le bâtiment D3 comprend le quartier spécifique (QS), qui accueille les détenus sensibles en raison de leur situation pénale, de la médiatisation de leur affaire ou de leur profession (policier, juge, avocat notamment). Les détenus du QS ont uniquement accès à des promenades à leur étage, entièrement grillagées ; ils sont tous dans une cellule individuelle qui ne comporte qu'un seul lit, contrairement à la plupart des autres cellules de l'établissement.

## Fonctionnement

### Organisation
Le centre pénitentiaire de Fleury-Mérogis comporte trois sites distincts : la maison d’arrêt des hommes (MAH), qui comprend un quartier pour mineurs, la maison d’arrêt des femmes (MAF) et le quartier centre de détention (QCD). Au 1er janvier 2022, le nombre de personnes hébergées dans ces quartiers était respectivement de 3 362 (129,4 % de taux d'occupation), 191 (81,3 %) et 42 (44,2 %).
Un peu plus de 1 400 personnes travaillaient au sein de l'établissement en 2018.

### Surpopulation
Conçue, selon les sources, pour accueillir 2 750 à 2 850 personnes, la maison d’arrêt hébergeait environ 3 500 condamnés en 2009, 4 109 en mai 2014 et 4 484 détenus au mois de mars 2017, soit un taux d'occupation de 157 %.

### Activités économiques
Environ 40 % des personnes détenues sont employées dans les ateliers à la confection de pièces industrielles. L'établissement propose également dans certains bâtiments du travail au sein des cellules.

### Projets
Construits rapidement, la grande majorité des bâtiments étaient en 2010 détériorés par le temps avec des toits-terrasses poreux et des façades décomposées. L’établissement a fait l’objet de rénovations et d’un programme d’élargissement qui a conduit en 2014 à ajouter 369 places avec la livraison en 2008 de la tripale D2, en 2010 de la tripale D3, en 2012 de la tripale D1, en septembre 2013 de la tripale D5 et en janvier 2016 de la tripale D4.

### Nursery et microcrèche
En 2019, le quartier nursery de la maison d'arrêt des femmes (MAF) a ouvert une microcrèche destinée à accueillir les jeunes enfants des mères détenues afin que celles-ci puissent s'adonner pendant la journée à des activités préparant leur réinsertion. Ce projet, unique en France, a été financé par la caisse d'allocations familiales, la conseil départemental de l'Essonne et la mairie de Fleury-Mérogis de sorte que la participation financière des détenues s'en trouve amoindrie.

### Activités pénitentiaires

#### Association «Lire c'est vivre»
L’association « Lire c’est vivre » a été fondée en 1987 par une équipe de bibliothécaires de la lecture publique de l’Essonne. L’objectif était de structurer la création de bibliothèques et le développement de la lecture dans la maison d’arrêt. Les premières bibliothèques ont été créées à partir de 1984 par deux bibliothécaires, Geneviève Guilhem (qui a initié la création de la première bibliothèque) et Édith Bargès, dans le cadre du protocole d'accord signé, en 1983, par Robert Badinter, ministre de la Justice, et Jack Lang, ministre de la Culture. Une première convention fut alors signée par le directeur de la maison d’arrêt avec Édith Bargès, présidente de l’association.
En 2008, l’association comprenait une « bibliothèque centrale » et des bibliothèques dans chaque bâtiment, au nombre total de neuf, construites sur le modèle de petites bibliothèques municipales. Chaque bibliothèque était gérée quotidiennement par des « auxiliaires bibliothécaires détenus », responsables de l’accueil, du prêt et du rangement. Il existe au total dix bibliothèques (de 60 m2 chacune) sur le site de Fleury-Mérogis : cinq chez les hommes, deux chez les isolés, une chez les femmes, une chez les mineurs et une chez les adultes du Centre des jeunes détenus. Les bibliothèques sont dotées de cinq mille livres en prêt et d’une trentaine de revues et d’abonnements (trente titres de revues, soit cent trente-quatre abonnements en 2007). Cette gestion est dirigée par une équipe de bibliothécaires professionnelles bénévoles. Deux salariés assurent le secrétariat. Un directeur coordinateur fut recruté pour assurer l’activité grandissante de l’association.
L’objectif de « Lire c’est vivre » est la gestion des bibliothèques de la prison. Cela comprend le développement dynamique des collections, l’organisation de la fréquentation des bibliothèques, une animation liée à la lecture tout au long de l’année et une formation et un accompagnement quotidien des bibliothécaires détenus. Ceux-ci sont recrutés par l’association en accord avec le personnel pénitentiaire, et rémunérés par l’administration pénitentiaire. Les tâches des détenus bibliothécaires vont du prêt à l’organisation de la bibliothèque (rayonnages), à la tenue des listes des détenus ayant demandé à fréquenter la bibliothèque (public potentiel d’environ quatre mille détenus, 55 % sont inscrits en 2007) et au suivi de la fréquentation. De plus, ils accueillent et orientent les lecteurs et veillent au respect des personnes et du lieu. Ils recueillent les demandes spécifiques de livres ou de revues et transmettent ces informations à l’équipe de « Lire c’est vivre ». Enfin, ils ont un rôle d’incitation à la lecture et d’animation au sein de chaque bibliothèque (environ trois mille six cents ouvrages empruntés dans chaque bibliothèque sur un an en 2007).
Dans les années 1990, l’association initia une formation pour les auxiliaires bibliothécaires détenus en partenariat avec le Conservatoire national des arts et métiers (CNAM). Celui-ci crée ensuite, sous la direction de Jean-Pierre Chrétien-Goni, une formation qualifiante aboutissant à un diplôme, le Certificat de compétences en médiation culturelle du CNAM, qui implique pour chaque auxi-bibliothécaire de mener son propre projet d’action culturelle au sein de la détention.
Outre l’organisation d’un accès direct aux collections pour l’ensemble des détenus, l’association organise et coordonne des animations culturelles autour du livre : cercles de lecture (un par bibliothèque, une fois par semaine et toute l’année, animés par des bénévoles), ateliers d’écriture et de lecture à voix haute, cercles de philosophie, ateliers de théâtre et de contes, ateliers de bandes dessinées, ateliers de culture scientifique, etc. Des rencontres avec des personnalités du monde de la culture (telles Simone Veil, Peter Brook, Nancy Huston, etc.) sont par ailleurs organisées.
L’association a édité la revue Liralombre entre 1991 et 2002, en coédition avec les éditions Panormitis, avec des écrits des détenus et d’auteurs lus pendant les « cercles de lecture ». Elle édite ensuite, en coédition avec les éditions AAEL de Toulouse, un livre réalisé sous la direction de Geneviève Guilhem, Dans ma cellule j’ai fait le tour du soleil, publié début 2009.

#### Événements musicaux
De nombreux artistes se sont produits en concert devant les détenus, dont Johnny Hallyday (le 19 février 1982), Yannick Noah (1988) et Kassav' (1989). Un festival pour les détenus, appelé Fleury Days, se déroule tous les étés depuis 2020. Parmi les artistes s'étant produits, on trouve Nawel Ben Kraiem, Gauvain Sers et Tryo.

## Détenus célèbres
Parmi les détenus, placés en détention provisoire ou condamnés à des peines plus ou moins longues ou récurrentes :
- Fernande Grudet dite Madame Claude (1923-2015)[25]
- Marie-Élisabeth Cons-Boutboul (1924-2021)[26]
- Jacques Mesrine (1936-1979)[27]
- Michel Fourniret (1942-2021)[28]
- Zouzou (1943- )[29]
- Christine Deviers-Joncour (1947- )[30]
- Xavier Dugoin (1947- )[31]
- Georges Cipriani (1950- )[réf. nécessaire]
- Joëlle Aubron (1959-2006)[32]
- Thierry Paulin (1963-1989)[33]
- Pascal Payet (1963- )[34]
- Jean-Pierre Treiber (1963-2010)[35]
- Laurent Jacqua (1966- )
- JoeyStarr (1967-)[36]
- Antonio Ferrara (1973- )[37]
- Céline Bara (1973- )[38]
- Florence Rey (1975- )[39]
- Sinik (1980- )[40]
- Mister You (1984- )
- Rédoine Faïd (1972-)
- Bruno Sulak (1955-1985)[41]
- Jérôme Kerviel (1977-)[42]
- Salah Abdeslam (1989-)[43]
- Saad Lamjarred (1985-)[44]
- Ademo (1986-)[45],[46],[47]
- Jonathan Guyot
- Moha La Squale (1995-)
- Booba (1976-)
- Rohff (1977-)
- Mig (rappeur) (2002-)
- Koba LaD (2000-)
- Amedy Coulibaly (1982-2015)
- Fabien Clain    (1978-2019)
- Patrick Balkany (1948-)
- Piotr Pavlenski (1984-)[48],[49]

## Polémique liée à l'amiante dans les années 1990
En 1990 et 1991, le syndicat pénitentiaire FO lance une alerte concernant la présence d’amiante dans la prison, par courrier au ministère de la Justice, laquelle est relayée par la direction générale de la Santé, qui évoque d’autres cas, dont celui du centre international de recherche sur le cancer (CIRC) à Lyon. Cette alerte n'a guère été suivie d’effets, puisque le sujet revient à l'ordre du jour cinq ans plus tard.
En effet, en août 1995, le Comité antiamiante de Jussieu (CAAJ) et l’Association pour l'étude des risques du travail (Alert) dressent une liste des établissements menacés par l’amiante en France, dans laquelle on trouve Fleury-Mérogis. En novembre 1995, à la suite d'une manifestation de FO contre l’amiante à Fleury-Mérogis, Libération écrit :
« L’amiante a été posé à Fleury lors de la construction, en 1969, alors que le matériau était déjà fortement suspecté. Mais l’administration attendra quatre ans avant de commencer la réhabilitation, à un rythme très lent. En treize ans, 10 000 m2 seulement ont été supprimés. La direction se réveille en 1995, après des analyses inquiétantes. Elle décide de défloquer 5 000 m2 de plus.
(...)

En attendant, l’OIP vient d’adresser un courrier à Philippe Séguin et René Monory (respectivement présidents de l’Assemblée nationale et du Sénat), pour leur demander d’ouvrir une enquête parlementaire afin de déterminer les responsabilités. Et l’observatoire va demander le dépistage systématique de toutes les personnes  surveillants, détenus et « travailleurs civils »  qui ont fréquenté le centre depuis son ouverture. Un travail de titan : l’OIP estime à 350 000 le nombre d’individus qui ont transité par Fleury. »
Cette revendication de dépistage était également portée par le syndicat de la magistrature. Un an plus tôt, un surveillant, délégué FO, déclarait à l’hebdomadaire La Vie :
« Les travaux devaient être terminés en 1995, confie Jean-Paul Roman. Or, 10 000 m2 sur 40 000 m2 ont aujourd’hui été traités. Pourquoi se presser quand on n’a aucune preuve que l’amiante a tué à Fleury ? Et pour cause : aucun suivi sanitaire spécifique n’a été mis en place. Pas de prévention non plus. Alors qu’il est essentiel d’expliquer que l’association amiante-tabac multiplie par soixante le risque d’un cancer. »
Le rapport de l’OPECST (Sénat) d’Henri Revol affirme, en 1997 :
«  Au total, la maison d’arrêt de Fleury-Merogis, bâtiment terminé en 1968, ponctuellement défloquée de 1978 à 1995 (pour 10 000 m2), devrait être totalement défloquée au mois de juillet 1997. Commencés en juillet 1995, les travaux actuels portent sur le centre des jeunes détenus et sur la maison d’arrêt des hommes. »